# في انتظار شروق الشمس (رواية)
في انتظار شروق الشمس (بالإنجليزية: Waiting for Sunrise)‏ هي رواية جاسوسية للكاتب البريطاني ويليام بويد، نشرت عام 2012، عن دار نشر بلومزبري.